# Laugerie-Basse
Laugerie-Basse ist ein jungpaläolithischer Abri in Les Eyzies-de-Tayac-Sireuil im Département Dordogne in Frankreich. Er ist für Kunstwerke aus dem Magdalénien bekannt.

## Geographie, Geologie und Lage
Der Abri von Laugerie-Basse, benannt nach dem gleichnamigen Weiler, liegt an der rechten Talseite der Vézère, zirka zwei Kilometer flussaufwärts von Les Eyzies. Er hat sich zu Füßen einer 45 Meter hohen und 500 Meter langen Steilwand aus flachliegenden Kalken des Coniaciums gebildet. Der 15 Meter tiefe Abri befindet sich heute 15 Meter über dem Flussniveau. Die Häuser von Laugerie-Basse wurden unter Ausnutzung der natürlichen Gegebenheiten direkt an den Felsen gebaut, so dass auf die Rückwand und eine Dachhälfte verzichtet werden konnte.
Die prähistorische Fundstätte besteht aus zwei Abris: dem Hauptabri und dem 50 Meter weiter flussaufwärts gelegenen Abri des Marseilles. Zwischen den Abris und der Vézère verläuft die D 47 von Périgueux nach Les Eyzies.

## Geschichte
Erste Grabungen erfolgten ab 1863 am Hauptabri durch Édouard Lartet und Henry Christy. Auf dem Grabungsgebiet stand damals noch ein kleiner Bauernhof mit Scheune und Stall. Auf Lartet und Christy folgten der Marquis de Vibraye mit seinem Mitarbeiter Franchet und kurz darauf Massénat. Während der nächsten fünf Jahrzehnte wurde am Hauptabri chaotisch gegraben. Erst zwischen 1912 und 1913 gingen Denis Peyrony und Jean Maury methodischer vor und dokumentierten die Stratigraphie des Hauptabris. Maury wechselte anschließend auf den bis dahin unberührt gebliebenen Abri des Marseilles über, in dem er bis 1920 tätig war.

## Stratigraphie
Die Funde im Hauptabri stammen vorwiegend aus dem Magdalénien III und dem (mittlerem) Magdalénien IV. Indizien sprechen für sehr geringmächtiges Azilien. Im Hangschutt vor der Steilwand wurden Reste aus dem Neolithikum und der ausgehenden Bronzezeit entdeckt.
Der Abri des Marseilles hat eine detailliertere stratigraphische Abfolge aufzuweisen, das ursprüngliche Profil ist nach wie vor vorhanden. Demzufolge siedelten die Menschen des Magdalénien vor rund 14.000 Jahren direkt auf dem Boden des Abris. Sie bewohnten den Abri bis ins Magdalénien VI. Es kam dann zum Einsturz des Überhangs, und die Siedlungsstätte wurde mit teils riesigen Felsplatten und Schutt übersät. Die Menschen kehrten anschließend wieder zurück, wie Siedlungsspuren auf und zwischen den Felsblöcken eindeutig zu erkennen geben. Um 2000 v. Chr. erschienen Angehörige der Artenac-Kultur, die eine enorme Aschen- und Holzkohlenlage zurückließen, welche sich über den gesamten Abri erstreckte. Es folgten weitere Einstürze des Dachbereichs und es entstand ein Felsenchaos mit bis zu 10 Meter hohen Blöcken.
Der Hauptabri ist mittlerweile vollkommen ausgeräumt, wohingegen der Abri des Marseilles nur teilweise erkundet wurde.

## Funde

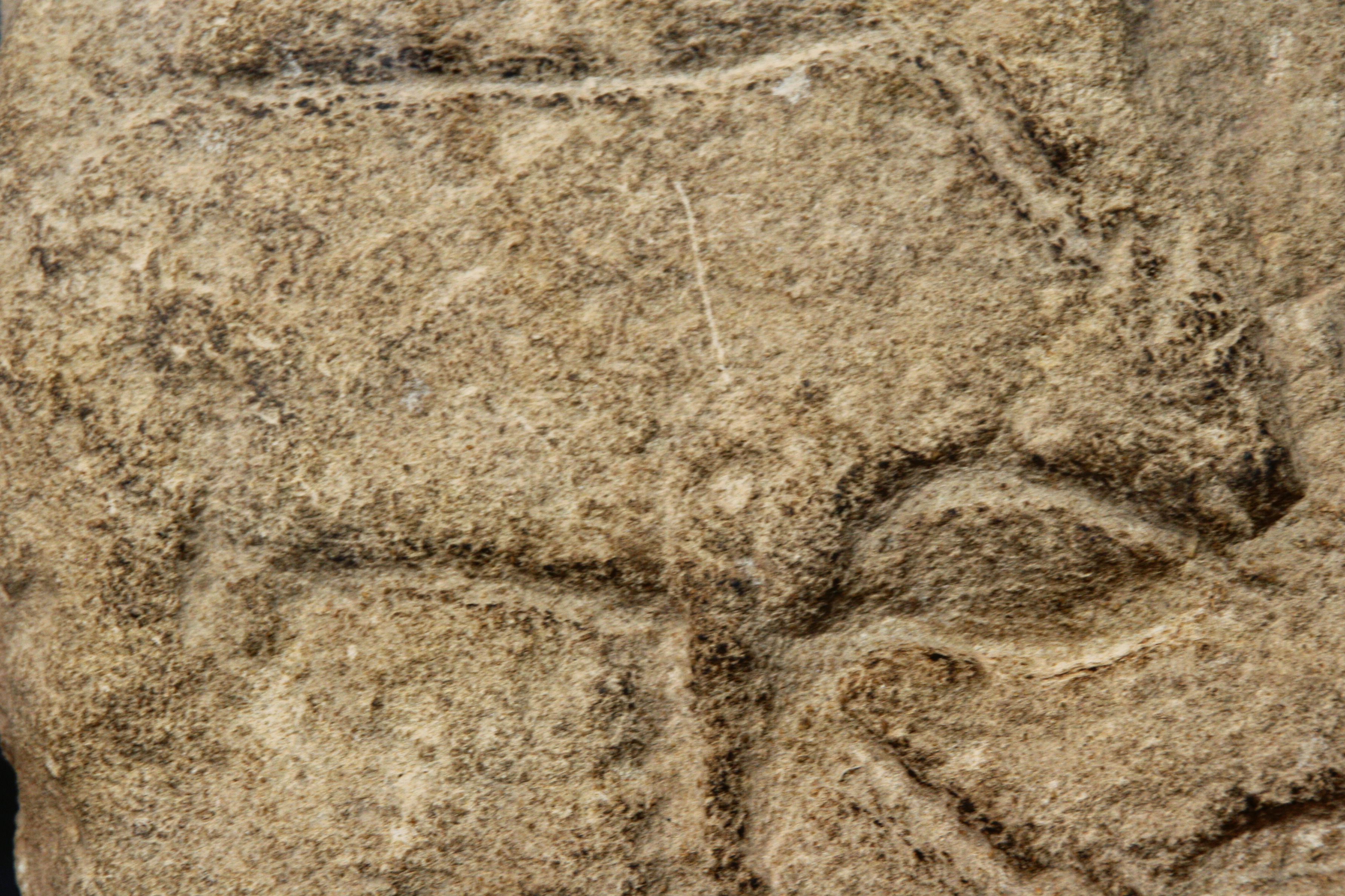
Auerochsengravur

Neben Steinartefakten und anderen Werkzeugen wurden an die 600 Kunstgegenstände aus dem Magdalénien geborgen. In Laugerie-Basse fand der Marquis de Vibraye im Jahr 1864  die Schamlose Venus (franz. Vénus impudique), die dem Genre der paläolithischen Venusfigurinen ihren Namen gab. Um 1867/1868, fand Abbé Landesque die „Frau unter dem Ren“ (la femme au renne). Diese Kunstgegenstände sind heute über mehrere Museen in der ganzen Welt verstreut. Aus dem mittleren Magdalénien (Stufe IV) stammen durchbohrte Knochenrondelle mit Abbildungen von Gämsen bzw. Rehen.

## Alter
Der Hauptabri war im mittleren und oberen Magdalénien sowie im Azilien bewohnt, dies entspricht in etwa dem Zeitabschnitt 14.000 bis 10.000 Jahre BP.
Der Abri des Marseilles hatte eine längere Besiedlungsdauer, er war das gesamte Magdalénien und bis ins Neolithikum hinein bewohnt, entsprechend dem Zeitraum von 17.000 bis 7.000 Jahre BP.

## UNESCO-Welterbe
Seit 1979 gehört Laugerie-Basse im Verbund mit anderen bedeutenden Fundstätten des Vézère-Tals zum UNESCO-Welterbe.